# Lenkei Erzsi
Lenkei Erzsi, született Schönwald Erzsébet (Alsódabas, 1886. augusztus 5. – Budapest, 1959. május 5.) színésznő.

## Életútja
Schönwald Ferenc gazdatiszt és Steiner Szidónia (1860–1929) gyermekeként született. Iskolái elvégzése után, 1904-ben beiratkozott a Színművészeti Akadémiára. Ennek befejeztével 1907-ben Szabados Lászlóhoz szerződött. Játszott Eperjesen, Késmárkon, Lőcsén, Iglón. Első fellépése Molière Tartuffe című vígjátéka Marianna szerepében volt. Azután Balla Kálmánhoz szerződött, ahol jobb szerepekhez juttatták, naiva és társalgási szerepkörben, azonban csakhamar abbahagyta a vidéki vándorlást és visszavonult a színpadtól. Testvérei Lenkei Zoltán színházi gazdasági főnök és Lenkei György színész. Schönwald családi nevét 1911-ben változtatta Lenkeire. Szavalattal részt vett 1936. szeptember 13-án vasárnap este Érdligeten a Liget vendéglő nagytermében az érdligeti oltár egyesület asszonytársulata által jótékony célú művészesten, amelyet a római katolikus templom felszentelésének javára rendeztek. Vesegyulladásban hunyt el 73 éves korában.